# Габріеле Маньї
Габріеле Маньї (італ. Gabriele Magni, нар. 3 грудня 1973, Пістоя, Італія) — італійський фехтувальник на рапірах, бронзовий призер Олімпійських ігор 2000 року.

## Виступи на Олімпіадах
| Олімпіада   | Дисципліна      | Місце |
| ----------- | --------------- | ----- |
| Сідней 2000 | командна рапіра | 3     |